# Aérocam
 (mars 2023).
Si vous disposez d'ouvrages ou d'articles de référence ou si vous connaissez des sites web de qualité traitant du thème abordé ici, merci de compléter l'article en donnant les références utiles à sa vérifiabilité et en les liant à la section « Notes et références ».
Une aérocam est un système composé notamment d'une caméra photo ou vidéo couleur ou noir et blanc, avec ou sans audio, parfois infrarouge, utilisée depuis les moyens aéronautiques traditionnels, aéronefs, pour les applications de recherches de ressources ou d'idenfications aériens depuis une caméra traditionnelle analogique ou numerique. 

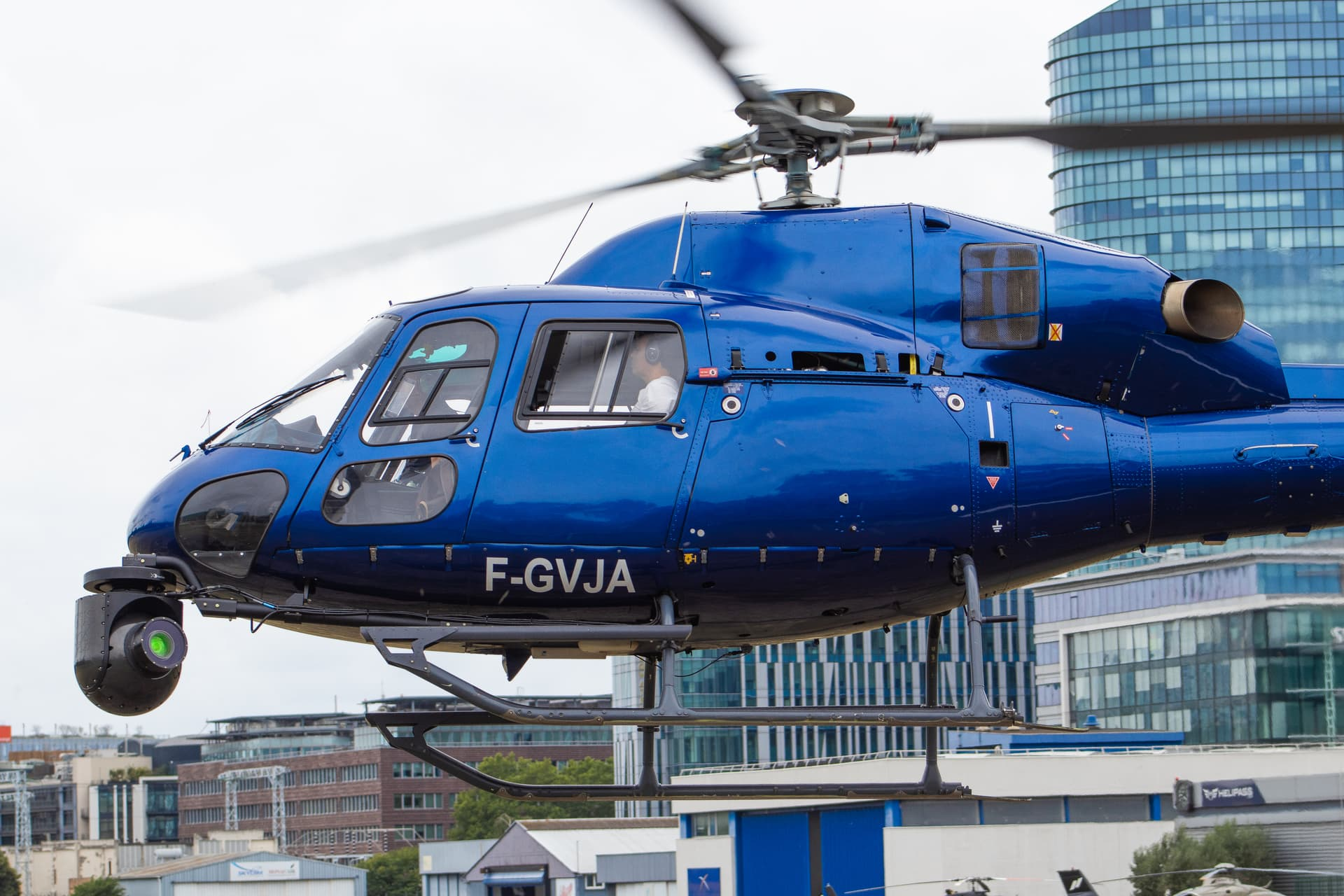
Une Aérocam Sur Hélicoptère

L'aérocam est aussi embarquée dans les modèles réduits aériens, aéromodélisme avions, drones, hélicoptères et fusées. Il existe la solution dit en vol par immersion avec lien hertzien fonctionnant dans les bandes ISM 2,4 GHz et 5,8 GHz fournissant des prises de vue vidéo aériennes en direct et temps réel, ou alors la solution avec un enregistreur embarqué à visionnage différé.   